# 加藤正恵
加藤 正恵（正惠、かとう まさえ、1851年6月21日（嘉永4年5月22日）- 1931年（昭和6年）2月25日）は、明治から昭和初期の地主、政治家。貴族院多額納税者議員。

## 経歴
伊予国新居郡黒島村（愛媛県新居郡多喜浜村を経て現新居浜市）で、地主・加藤清吉の長男として生まれる。
1882年（明治15年）以降、多喜浜村黒島村戸長、多喜浜村郵便局長、多喜浜村会議員などを務めた。
1904年（明治37年）、貴族院多額納税者議員に互選され、同年9月29日から1911年（明治44年）9月28日まで在任した。なお加藤の議員選出に際して、前2回の選挙において互選者の多い新居郡から選ばれていたため、他郡の互選者から不満の声が上がり、小西荘三郎らから要求されて額面4千6百円余の公債証書を互選者団体の愛媛親睦会に寄付することによって当選した。その後、加藤が選挙法違反として返還請求訴訟を起こし、この件が明るみに出た。